# Distelkokermot
De distelkokermot (Coleophora peribenanderi) is een vlinder uit de familie kokermotten (Coleophoridae). De wetenschappelijke naam is voor het eerst geldig gepubliceerd in 1943 door Toll.
De soort komt voor in Europa.